# François Habeneck
François Antoine Habeneck, francoski dirigent, violinist, pedagog in skladatelj, *22. januar 1781, Charleville-Mézières, Francija, † 8. februar 1849, Pariz, Francija.

## Življenje
Glasbeno izobrazbo je dobil na pariškem glasbenem konservatoriju. Leta 1817 je postal violinist v Operi, leta 1821 pa direktor. V naslednjih letih je kot dirigent sodeloval pri krstnih predstavah nekaterih velikih oper, in sicer Viljma Tella, Nema iz Porticija, Židinje, Hugenotov, Roberta Hudiča ...
Leta 1828 je postal še prvi šef dirigent orkestra pariškega glasbenega konservatorija, tam je po Kreutzerjevem odhodu deloval tudi kot profesor violine (eden izmed njegovih vidnejših učencev je bil Édouard Lalo).
Ukvarjal se je tudi s komponiranjem.